# Carlos Checa
Carlos Checa Carrera (Sant Fruitós de Bages, 15 de outubro de 1972) foi um motociclista espanhol que correu no Campeonato do Mundo de velocidade, nas categorias de 125cc, 250cc e 500cc. Correu, igualmente, na categoria de MotoGP e no Campeonato do Mundo de Superbikes, tendo sido campeão nesta última categoria no ano de 2011, com uma Ducati 1098R. É irmão de David Checa, piloto de motociclismo, à imagem do irmão mais velho, embora não tenha sido tão bem sucedido quanto aquele. É comentador da Dazn em Espanha para o campeonato de MotoGP.

## Carreira
Checa fez sua estreia em 1993 nas 125cc.